# Junkee
Junkee es un sitio web australiano de cultura popular y noticias dirigido por la compañía de nuevos medios Junkee Media. Cubre varios temas que incluyen cine, universidad, comida, televisión, política, viajes, carrera, salud y cultura de Internet. Su grupo demográfico objetivo es de 18 a 29 años.
Junkee fue lanzado en marzo de 2013 por Sound Alliance, ahora conocida como Junkee Media. Sus editores fundadores fueron Steph Harmon y Rob Moran.
Fue votada como la marca Mumbrella Media del año en los premios Mumbrella Awards de 2014.